# Atagün Yalçınkaya
Atagün Yalçınkaya est un boxeur turc né le 14 décembre 1986 à Altındağ.

## Carrière
Aux Jeux olympiques d'été de 2004, il combat dans la catégorie des mi-mouches et remporte la médaille d'argent, battu en finale par Yan Bartelemí.

## Référence
1. ↑  (en) Résultats des Jeux olympiques 2004 (amateur-boxing.strefa.pl)